# Dasyhelea kurensis
Dasyhelea kurensis är en tvåvingeart som beskrevs av Remm 1967. Dasyhelea kurensis ingår i släktet Dasyhelea och familjen svidknott. Inga underarter finns listade i Catalogue of Life.